# Бернат Ломеро
Бернат Ломеро Аренас (кат. Bernat Lomero Arenas; 28. децембар 1997) андорски је пливач чија специјалност су спринтерске трке делфин стилом.

## Спортска каријера
Први наступ на великим такмичењима у конкуренцији сениора Ломеро је имао у Хангџоуу 2018. на светском првенству у малим базенима где се такмичио у обе појединачне спринтерске трке делфин стилом, те у штафетним тркама слободним и мешовитим стилом.
На светским првенствима у великим базенима први пут је наступио у корејском Квангџуу 2019. где се такмичио у две дисциплине. У квалификацијама трке на 50 делфин заузео је 58. место, док је на 100 делфин заузео укупно 65. место.